# Paso Chungará-Tambo Quemado
El Paso Chungará-Tambo Quemado es un paso carretero que une el norte de la República de Chile con el sudoeste del Estado Plurinacional de Bolivia. Alcanza una altura máxima de 4680 m s. n. m., siendo de habilitación permanente y apto para todo tipo de vehículos. Es considerado la ruta más usada para el transporte entre ambos países, al conectar las ciudades de La Paz —sede del gobierno boliviano— y Arica, la capital de la región de Arica y Parinacota, la más septentrional de Chile, separadas por 500 kilómetros. 
El paso se encuentra en la Ruta interoceánica Brasil-Bolivia-Chile.
En Bolivia
Es el punto de inicio de la ruta 4.
En Chile
El lado chileno corresponde a la Región de Arica y Parinacota. Se accede por ruta Ruta 11-CH —la que es transitable todo el año— cruzando antes por el parque nacional Lauca. La atención policial más cercana se encuentra a 7 km, en Chungará.